# Marcellino Pipite
Marcellino Pipite est un homme politique vanuatais.

## Biographie
Né a Port-Orly[réf. nécessaire], francophone, titulaire d'un baccalauréat technologique (série G) puis d'un Certificat d'aptitude au professorat de l'enseignement technique, il devient enseignant, puis proviseur d'un établissement scolaire, puis coordinateur du programme de santé reproductive des adolescents du Fonds des Nations unies pour la population pour le Vanuatu.
Il est élu député au Parlement national pour la première fois lors des législatives de juillet 2004, puis est réélu en 2008 et en 2012. Il y représente la circonscription rurale d'Espiritu Santo, et le Parti républicain (issu de la droite francophone), dont il devient à terme le chef. De juillet à décembre 2004, il est ministre chargé d'un programme de réforme économique s'appuyant sur des privatisations (Comprehensive Reform Programme), sous le premier ministre Serge Vohor (centre-droit). De novembre à décembre, il est également ministre des Affaires étrangères, ainsi que du Commerce extérieur. Le 11 décembre, des défections entraînent la chute du gouvernement Vohor. De février 2006 à juin 2007, Pipite retrouve néanmoins un poste dans le gouvernement du nouveau premier ministre Ham Lini, en tant que ministre de l'Agriculture. En juin 2011, Sato Kilman devient premier ministre, et nomme Pipite ministre de l'Éducation. En tant que ministre de l'Éducation, il représente le Vanuatu lors du vote à l'Organisation des Nations unies sur l'adhésion de la Palestine comme État membre à l'UNESCO. Il vote contre, au nom de son pays, et s'en explique en ces termes : 
« Les raisons sont, premièrement, les États-Unis à eux seuls fournissent à peu près 25 % ou plus des fonds de l'UNESCO. Dans le même temps, le Congrès américain a soutenu à l'unanimité la position que les États-Unis ne soutiendront aucun pays ou organisation qui se dresse contre l'État d'Israël, en termes de soutien financier ou d'aide. Avant la conférence à l'UNESCO j'ai rencontré des officiels américains et déposé une requête pour de nouveaux fonds venant du fonds Millennium Challenge, et je ne voulais pas mettre cela en péril en votant contre Israël. La troisième raison [sic] est que le Vanuatu, en tant que pays chrétien, ne peut pas voter contre Israël ».
En 2012, Pipite est transféré au poste de ministre des Entreprises autochtones. Le 20 mars 2013, Pipite et d'autres députés de la majorité rejoignent les bancs de l'opposition, conférant à celle-ci une majorité parlementaire et provoquant la chute du gouvernement Kilman. 
Le nouveau premier ministre, Moana Carcasses Kalosil, le nomme ministre du Tourisme et du Commerce extérieur. Le 11 juillet, Carcasses limoge Pipite pour avoir soutenu une motion de défiance parlementaire introduite à son encontre par l'opposition. Pipite siège dès lors sur les bancs de l'opposition. Il devient l'une des principales figures de l'opposition et, lorsque de nouvelles défections en février 2014 affaiblissent le gouvernement, l'opposition indique vouloir faire de Pipite le nouveau premier ministre. Carcasses restaure toutefois sa majorité grâce au soutien de quatre députés d'opposition venus rejoindre son gouvernement, et qui prennent en charge les postes laissés vacants par les démissionnaires.
Il reste dans l'opposition après la chute du Cabinet de Moana Carcasses Kalosil le 15 mai 2014 et durant la durée d'exercice du gouvernement de Joe Natuman. Il contribue, avec certains députés de la majorité sortante, à la démission de ce dernier par une nouvelle motion de censure le 11 juin 2015. Le pouvoir revient alors à Sato Kilman, qu'il soutient, et il est élu à la présidence du Parlement du Vanuatu le 16 juin 2015.
Le 9 octobre 2015, il est l'un des quinze députés de la majorité parlementaire (dont six ministres) reconnus coupables de corruption. Exerçant la présidence de la République pendant que le président Baldwin Lonsdale est à l'étranger, Pipite se gracie immédiatement lui-même, ainsi que treize de ses collègues ; seul le ministre des Finances Willie Jimmy, le seul à avoir plaidé coupable et dont le procès s'était donc achevé avant les autres, n'est pas gracié. De retour au Vanuatu quelques heures plus tard, le président Lonsdale réagit avec colère, s'interroge publiquement sur la légalité de l'acte de Pipite, et promet de « nettoyer » la situation pour lutter contre la corruption et s'assurer que personne ne soit au-dessus des lois. Le 16 octobre, alors que Kilman conserve le silence, Lonsdale annule la grâce accordée aux quatorze députés, pour motif constitutionnel (le droit de grâce ne porte que sur l'application d'une peine, et non sur une condamnation en soi). Les ministres Paul Telukluk, Tony Nari, Thomas Laken et Tony Wright, ainsi que Marcellino Pipite et six députés d'arrière-ban sont immédiatement arrêtés pour conspiration à pervertir le cours de la justice (pour avoir orchestré cet usage illégal du droit de grâce). Les ministres arrêtés sont limogés par Kilman.
Le 22 octobre, Pipite est condamné à trois ans de prison ferme pour corruption. En juin 2018, il est par ailleurs condamné à trois ans et dix mois de prison ferme supplémentaires, ayant plaidé coupable de conspiration à pervertir le cours de la justice. Silas Yatan, John Amos, Tony Nari, Jonas James et Thomas Laken, qui avaient également plaidé coupable, sont condamnés à la même peine. Les cinq autres accusés (Paul Telukluk, Arnold Prasad, Sebastien Harry, Jean-Yves Chabod et leur ancien avocat Wilson Iauma), ayant plaidé non coupable, sont en attente de leur procès.